# Antonio Vela Cobo

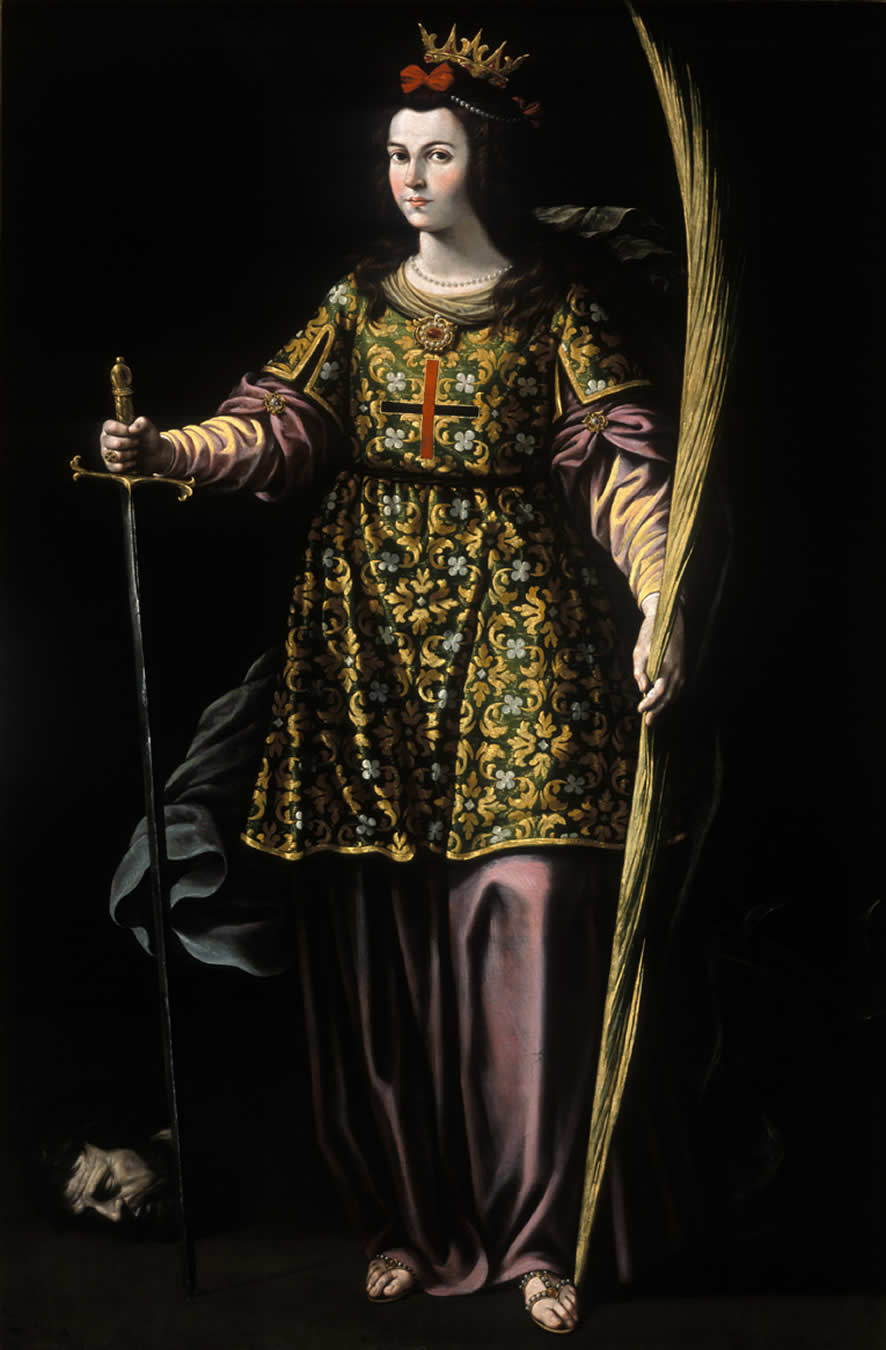
Santa Catalina de Alejandría, óleo sobre lienzo, 167 x 111 cm, Córdoba, Museo de Bellas Artes.

Antonio Vela Cobo (Córdoba, 1629-1676), fue un presbítero y pintor barroco español, hijo y discípulo del también pintor Cristóbal Vela.
Según Antonio Palomino, quien había llegado a conocerlo y le daba tratamiento de licenciado, fue sacerdote «de muy suficiente literatura, y virtud, muy modesto, y de linda persona, y habilidad señalada en el arte de la Pintura, dorado, y estofado». Como pintor alcanzó crédito en Córdoba donde, al frente del taller paterno, se hizo cargo de la ornamentación completa de los muchos retablos que, según Palomino, se le encargaron en la ciudad y fuera de ella, de los que citaba el retablo mayor del abandonado convento de Regina Coeli, de madres dominicas, y un retablo a los pies de la nave de la iglesia del Hospital de la Caridad, actual Museo de Bellas Artes. Aquí se le atribuyen dos lienzos de las santas Inés y Catalina de Alejandría, vestidas a la moda de la época conforme a modelos zurbaranescos. 